# San Jose (Negros Oriental)
San Jose is een gemeente in de Filipijnse provincie Negros Oriental. Bij de laatste census in 2007 had de gemeente ruim 17 duizend inwoners.

## Geografie

### Bestuurlijke indeling
San Jose is onderverdeeld in de volgende 14 barangays:
| - Basak - Basiao - Cambaloctot - Cancawas - Janayjanay - Jilocon - Naiba | - Poblacion - San Roque - Santo Niño - Señora Ascion - Siapo - Tampi - Tapon Norte |

## Demografie
San Jose had bij de census van 2007 een inwoneraantal van 17.250 mensen. Dit zijn 1.585 mensen (10,1%) meer dan bij de vorige census van 2000. De gemiddelde jaarlijkse groei komt daarmee uit op 1,34%, hetgeen lager is dan het landelijk jaarlijks gemiddelde over deze periode (2,04%).